# Ascaloptynx appendiculata
Ascaloptynx appendiculata là một loài côn trùng trong họ Ascalaphidae thuộc bộ Neuroptera. Loài này được Fabricius miêu tả năm 1793.